# Dourbies
Dourbies è un comune francese di 157 abitanti situato nel dipartimento del Gard, nella regione dell'Occitania.

## Storia

### Simboli
Lo stemma è riprodotto nell'Armorial Général de France del 1696.

## Società

### Evoluzione demografica
Abitanti censiti